# Shaikhzada Babich
Shaikhzada Babich (baszk. Şäyxzada Möxämmätzäkir ulı Babiç; ros. Шайхзада Мухаметзакирович Бабич) (ur. 2 stycznia 1895 we wsi Asianowo, zm. 28 marca 1919 we wsi Ziłair) – baszkirski poeta, uznawany za klasyka baszkirskiej poezji narodowej, a także działacz baszkirskiego ruchu narodowo-wyzwoleńczego na początku XX wieku.

## Życiorys

### Wczesne życie i edukacja
Urodził się 2 stycznia 1895 roku we wsi Asianowo w ujeździe birskim guberni ufijskiej (obecnie rejon diurtiuliński Baszkortostanu) w rodzinie mułły. Podstawowe wykształcenie zdobył w madrasie. W 1910 roku pracował jako nauczyciel w Kazachstanie. W latach 1911–1916 był uczniem (szakirdem) madrasy „Galija” w Ufie. W 1917 roku pracował jako nauczyciel w Troicku, a następnie był współpracownikiem satyrycznego czasopisma „Karmak” („Wędka”) w Orenburgu. W latach 1918–1919 służył jako korespondent wojenny w wojskach baszkirskich. 25 lutego 1919 roku został przydzielony do pracy w oddziale prasowym Baszrewkomu (Baszkirskiego Komitetu Rewolucyjnego).

### Śmierć
28 marca 1919 roku we wsi Ziłair (obecnie centrum rejonu ziłairskiego Baszkortostanu) został pojmany i następnie brutalnie zamordowany razem z setkami innych Baszkirów przez żołnierzy Armii Czerwonej.

## Twórczość
Babicz rozpoczął twórczość poetycką w młodości, pierwsze utwory opublikował w 1913 r. Zainspirowany ideami Oświecenia, jego pisarstwo odzwierciedlało wzrost baszkirskiej świadomości narodowej (np. programowy wiersz „Dla narodu”, 1914; „Czekam”, 1916). Był cenionym improwizatorem, satyrykiem i humorystą (ballada „Pluskwa”, poemat „Gazazil”, epigramaty „Kitabennas”). Jego jedyny zbiór wydany za życia, „Błękitne pieśni. Młody Baszkortostan” (1918), opisywał wydarzenia rewolucyjne.  Słynne „Posłanie do naodu baszkirskiego” (1919), wydane w formie ulotki, odegrało istotną rolę w ruchu narodowym.

## Znaczenie
Oryginalna twórczość Szaichzady Babicza wywarła duży wpływ na dalszy rozwój literatury baszkirskiej. Jest uznawany za jednego z klasyków poezji narodowej Baszkirów.

## Wybrane dzieła
- Ej, kitap! (O, książko!, 1912)
- Bechetchezmen / Böchethiem (Nieszczęsny ja, 1912)
- Chalqym ösön / Chałkym esen (Dla narodu, 1914)
- Kötäm (Czekam, 1916)
- Qandala (Pluskwa, ballada)
- Ğazazil (Gazazil, poemat)
- Kitabennas (cykl epigramatów)
- Źäñgär jyrðar. Jäš Başqortostan (Błękitne pieśni. Młody Baszkortostan, 1918)
- Başqort chałkyna kile chitap (Posłanie do narodu baszkirskiego, 1919)